# Linea principale Hokuriku
La linea principale Hokuriku (北陸本線?, Hokuriku Hon-sen) è una ferrovia di circa 46 km gestita da JR West, che collega la stazione di Maibara alla stazione di Tsuruga, nella città omonima nella prefettura di Fukui.  La linea è completamente a doppio binario ed elettrificata a 1500 V a corrente continua nella tratta fra Maibara e Tsuruga.

## Dati principali
- Operatori e distanze
  - West Japan Railway Company (servizi e infrastruttura)
  - Japan Freight Railway Company (servizi)
    - Da Maibara a Naoetsu: 45,9 km
- Stazione:
  - Stazioni per il servizio passeggeri: 12, includendo quelle merci
  - Scali merci: 2
- Tratta a doppio binario: tutta la linea è a doppio binario
- Elettrificazione: tutta la linea è elettrificata: 1500 V CC
- Segnalamento ferroviario: Controllo Automatico Treno
- Velocità massima consentita: 130 km/h
- Sala operativa CTC: Sala operativa di Shin-Ōsaka
- Sistema CTC:
  - Da Maibara a Ōmi-Shiotsu: Safety Urban Network Traffic System (アーバンネットワーク運行管理システム, SUNTRAS)

## Stazioni
- Fermate
  - I treni Rapidi Speciali, Rapidi e Locali fermano in tutte le stazioni della tratta
  - Per il treno turistico a vapore SL Kita Biwako vedere l'articolo
- Tutta la sezione è elettrificata in corrente continua

| Stazione    | Giapponese | Distanza interst. | Distanza totale | Collegamenti                                                                        | Posizione | Posizione |
| ----------- | ---------- | ----------------- | --------------- | ----------------------------------------------------------------------------------- | --------- | --------- |
| Maibara     | 米原       | -                 | 0.0             | Linea principale Tōkaidō (Linea JR Biwako) Tōkaidō Shinkansen Linea Ohmi principale | Shiga     | Maibara   |
| Sakata      | 坂田       | 2.4               | 2.4             |                                                                                     | Shiga     | Maibara   |
| Tamura      | 田村       | 2.3               | 4.7             |                                                                                     | Shiga     | Nagahama  |
| Nagahama    | 長浜       | 3.0               | 7.7             |                                                                                     | Shiga     | Nagahama  |
| Torahime    | 虎姫       | 5.1               | 12.8            |                                                                                     | Shiga     | Nagahama  |
| Kawake      | 河毛       | 2.8               | 15.6            |                                                                                     | Shiga     | Nagahama  |
| Takatsuki   | 高月       | 2.6               | 18.2            |                                                                                     | Shiga     | Nagahama  |
| Kinomoto    | 木ノ本     | 4.2               | 22.4            |                                                                                     | Shiga     | Nagahama  |
| Yogo        | 余呉       | 4.1               | 26.5            |                                                                                     | Shiga     | Nagahama  |
| Ōmi-Shiotsu | 近江塩津   | 4.9               | 31.4            | Linea Kosei                                                                         | Shiga     | Nagahama  |
| Shin-Hikida | 新疋田     | 7.8               | 39.2            |                                                                                     | Fukui     | Tsuruga   |
| Tsuruga     | 敦賀       | 6.7               | 45.9            | Linea Obama Hokuriku Shinkansen Linea Hapi-Linea Fukui                              | Fukui     | Tsuruga   |